# Betlehemi csillag

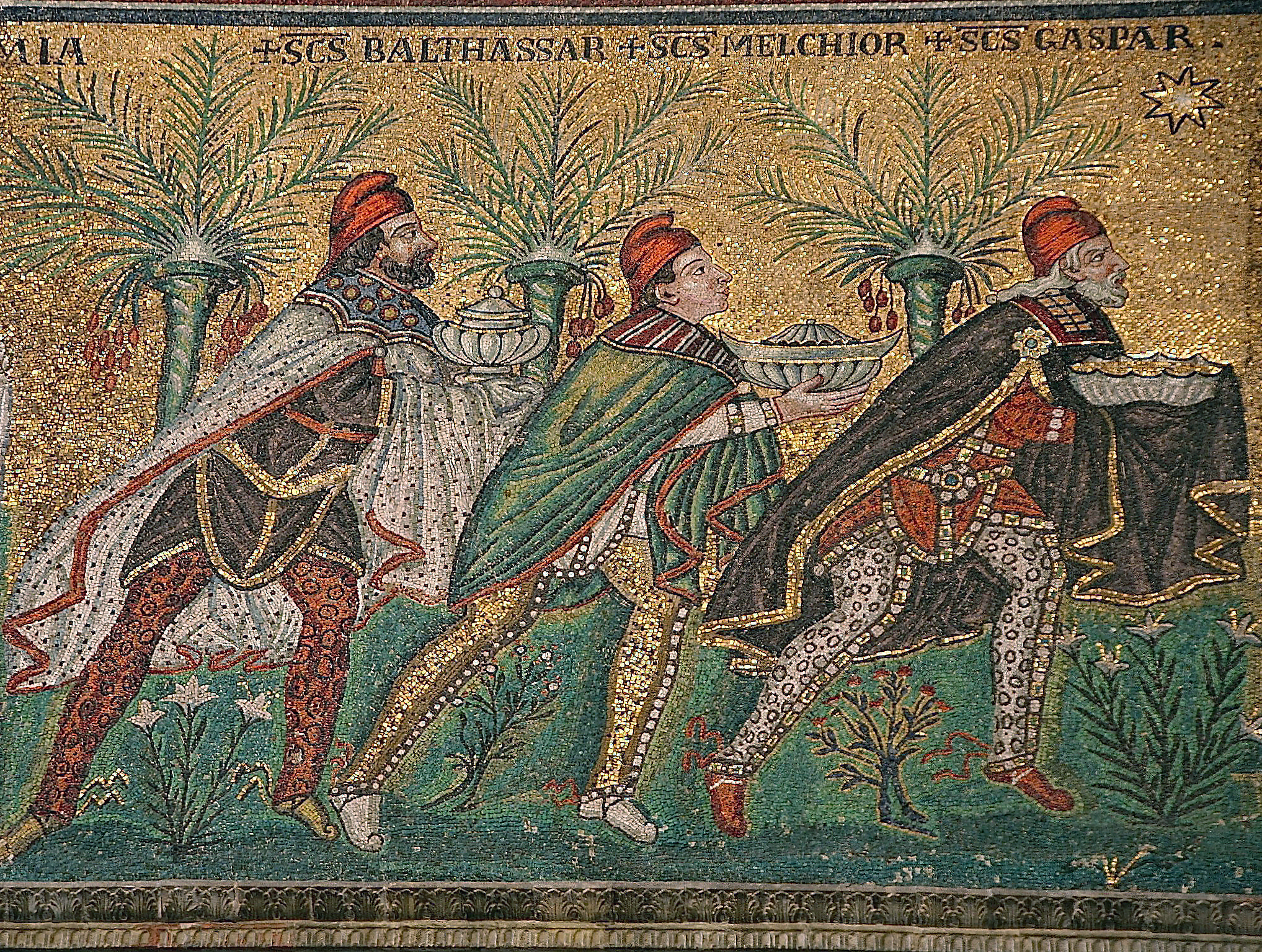
A három bölcs és a betlehemi csillag a ravennai San Apollinare Nuovo bazilika mozaikján (i. sz. 565)

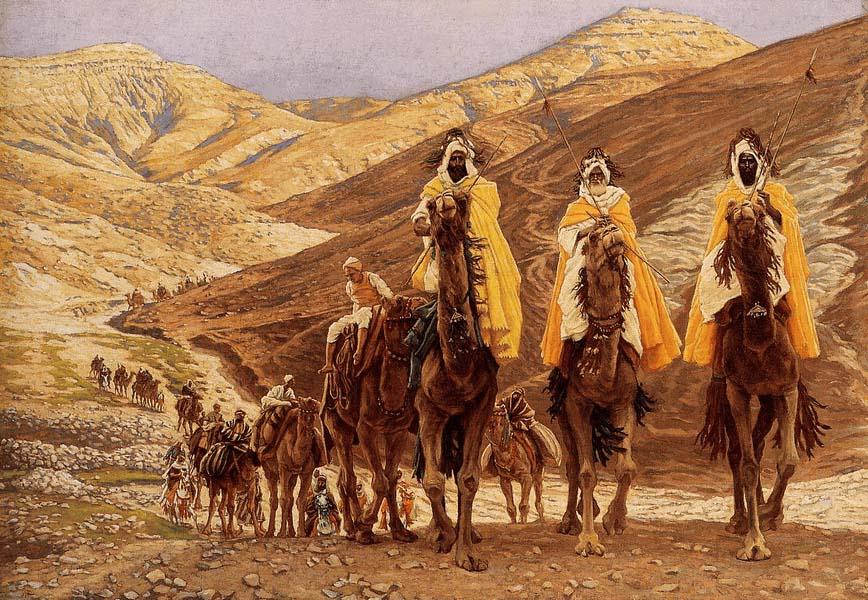
Háromkirályok

A betlehemi csillag, ami a napkeleti bölcsek (görög: Magoi apo anatolon – keleti mágusok), háromkirályok csillagaként is ismeretes, de a nép körében egyszerűen karácsonyi csillagként is emlegetik, csak a Biblia újszövetségi részében található Máté evangéliumában (Mt 2,1-11) szerepel. Máté leírása szerint a Názáreti Jézus a júdeai Betlehem városában történt megszületését egy csillag jelezte az égen, egy rendkívüli égi jelenség, amit követtek a napkeletről származó bölcsek, akik így találtak rá az újszülött Jézusra.

## Máté és Lukács evangéliuma Jézus születéséről
Az Újszövetség első könyvében, Máté evangéliumában az író a Názáreti Jézus születését egy égi jellel, csillaggal kapcsolatba hozva tárja elénk:
A napkeleti bölcsek imádják Jézust
Amikor Jézus megszületett a júdeai Betlehemben Heródes király idejében, íme, bölcsek érkeztek napkeletről Jeruzsálembe, és ezt kérdezték: 
Hol van a zsidók királya, aki most született? Mert láttuk az ő csillagát, amikor feltűnt, és eljöttünk, hogy imádjuk őt.
Amikor ezt Heródes király meghallotta, nyugtalanság fogta el, és vele együtt az egész Jeruzsálemet. Összehívatta a nép valamennyi főpapját és írástudóját, és megkérdezte tőlük, hol kell megszületnie a Krisztusnak. Azok ezt mondták neki: 
A júdeai Betlehemben, mert így írta meg a próféta: Te pedig Betlehem, Júda földje, semmiképpen sem vagy a legjelentéktelenebb Júda fejedelmi városai között, mert fejedelem származik belőled, aki legeltetni fogja népemet, Izráelt. 
Ekkor Heródes titokban hívatta a bölcseket, pontosan megkérdezte tőlük a csillag feltűnésének idejét, majd elküldte őket Betlehembe, és ezt mondta: Menjetek el, szerezzetek pontos értesüléseket a gyermekről; mihelyt pedig megtaláljátok, adjátok tudtomra, hogy én is elmenjek, és imádjam őt!
Miután meghallgatták a királyt, elindultak, és íme, a csillag, amelyet láttak feltűnésekor, előttük ment, amíg meg nem érkeztek, és akkor megállt a fölött a hely fölött, ahol a gyermek volt. Amikor meglátták a csillagot, igen nagy volt az örömük. Bementek a házba, meglátták a gyermeket anyjával, Máriával, és leborulva imádták őt. Kinyitották kincsesládáikat, és ajándékokat adtak neki: aranyat, tömjént és mirhát. Mivel azonban kijelentést kaptak álomban, hogy ne menjenek vissza Heródeshez, más úton tértek vissza hazájukba. (Mt 2,1-12)
A fenti idézetben említett bölcsek, akik a három ajándékukkal (arany, tömjén, mirha) kedveskedtek az újszülött Jézusnak, egy csillag követése folytán jutottak el a kisded Jézus jászolához. A keresztény hagyományok ezt a három bölcset, akik napkeletről érkeztek Gáspár, Menyhért és Boldizsár néven tartják számon és akár háromkirályokként is emlegeti őket annak ellenére, hogy Máté evangéliumában kizárólagosan csak bölcsekként szerepelnek. Kilétükkel kapcsolatosan számos elképzelés merült fel az évszázadok folyamán. Vannak olyan feltételezések is, hogy perzsa mágusok voltak, akik az akkori csillagtudományban (abban az időben nem volt az asztronómia és az asztrológia különválasztva) jártasak lévén, ki tudták előre számítani egy messiás születése csillagzatának megjelenési idejét és a helyét, de a csillagjós káldeusok is szóba jönnek. Jacobus de Voragine (1230-1298) Domonkos-rendi szerzetes (élete utolsó hat évében pedig Genova érseke) a "Legenda aurea" című legendagyűjteményében a három bölcs csillagjósokként illetve varázslókként vannak feltüntetve.
Az Ószövetségben is történik említés csillagról ("Csillag származik Jákóbból, és királyi pálcza támad Izráelből" – 4Móz 24,17;), a Jelenések könyvében szintén olvashatunk róluk ("A hét csillag titkát, a melyet láttál az én jobb kezemben, és a hét arany gyertyatartót." Jel 1,20), melyek a bibliai titkokkal (misztérium) lehetnek kapcsolatban. A keresztény etika ellenzi a csillagjóslást, mert az ember szabad akaratát kétségbe vonja. Viszont a csillagászatot és a csillagok hatásainak a kutatását nem:
"Miként Krisztus születését égi jelenség mutatta, úgy halálakor elborzadt a csillagok világa.
A csillagjóslást (astrologia iudiciaria) az egyház mindig elítélte, de becsülte a csillagászatot (astrologia naturalis), föltéve, hogy nem zárja ki az ember szabad akaratát.
A csillagászat az a tudomány volt, amely a csillagok hatását vizsgálta a Hold alatti világra, az úgynevezett sphaera elementarisra, ahol a csillagok szférájában ismeretlen minőségi változások zajlanak. A csillagok ugyanis csak helyváltoztató mozgást végeznek és ez a makrokozmoszban észlelhető változások legfontosabbja.
A csillagok pályáját a keresztény katolikus elgondolás szerint Isten külön előírással (descriptiones divinae) határozta meg, melyet egy egyetemes természet (natura universalis) mint Isten helyettese (vicaria Dei) működése közvetít, s mint cselekvő természetet (natura agens) az író kézhez hasonlították. Ez az isteni előírás az isteni geometriát írta le mint ars divina, és Isten, illetve Krisztus, aki által minden teremtetett, a világ alkotója, architectus mundi.
E Pantokrátor mikrokozmikus képe a keresztény királyság. A keresztény király koronája a csillagos ég szimbóluma, az égboltozat antitípusa. Drágakövei alkalmasak arra, hogy a makrokozmosz erőit viselőjükre vonják, főleg azért, mert az emberi fej a sphaera aetericának megfelelője. A keresztény királyság így kapcsolatba került a kozmosszal, azaz a csillagokkal. "
Lukács evangéliumában szintén olvashatunk a Názáreti Jézus megszületéséről:
„Jézus születése
Történt pedig azokban a napokban, hogy Augustus császár rendeletet adott ki: írják össze az egész földet. Ez az első összeírás akkor történt, amikor Szíriában Cirénius (latin: Quirinius) volt a helytartó. Elment tehát mindenki a maga városába, hogy összeírják. Felment József is a galileai Názáretből Júdeába, a Dávid városába, amelyet Betlehemnek neveznek, mert Dávid házából és nemzetségéből való volt, hogy összeírják jegyesével, Máriával együtt, aki áldott állapotban volt. És történt, hogy amíg ott voltak, eljött szülésének ideje, és megszülte elsőszülött fiát. Bepólyálta, és a jászolba fektette, mivel a szálláson nem volt számukra hely. Pásztorok tanyáztak azon a vidéken a szabad ég alatt, és őrködtek éjszaka a nyájuk mellett. És az Úr angyala megjelent nekik, körülragyogta őket az Úr dicsősége, és nagy félelem vett erőt rajtuk. Az angyal pedig ezt mondta nekik: „Ne féljetek, mert íme, hirdetek nektek nagy örömet, amely az egész nép öröme lesz: Üdvözítő született ma nektek, aki az Úr Krisztus, a Dávid városában. A jel pedig ez lesz számotokra: találtok egy kisgyermeket, aki bepólyálva fekszik a jászolban.” És hirtelen mennyei seregek sokasága jelent meg az angyallal, akik dicsérték az Istent, és ezt mondták: „Dicsőség a magasságban Istennek, és békesség a földön a jóakaratú embereknek.” Miután elmentek tőlük az angyalok a mennybe, a pásztorok így szóltak egymáshoz: „Menjünk el egészen Betlehemig, és nézzük meg: hogyan is történt mindaz, amiről üzent nekünk az Úr.” Elmentek tehát sietve, és megtalálták Máriát, Józsefet, és a jászolban fekvő kisgyermeket. Amikor meglátták, elmondták azt az üzenetet, amelyet erről a kisgyermekről kaptak, és mindenki, aki hallotta, elcsodálkozott azon, amit a pásztorok mondtak nekik. Mária pedig mindezeket a dolgokat megőrizte, és forgatta a szívében. A pásztorok pedig visszatértek, dicsőítve és magasztalva az Istent mindazért, amit pontosan úgy hallottak és láttak, ahogyan ő megüzente nekik.” (Lk 2,1-14)
Lukács evangéliumában nincsen szó „bölcsekről”, akik egy csillagot követve találtak az újszülött Jézusra, hanem pásztorokról tesz említést Lukács, akiknek először egy angyal, majd a „mennyei seregek sokasága” jelent meg és hírül adták Jézus születését. Az angyal csak egy jelet említett a Betlehem környéken tanyázó pásztoroknak, ami szerint egy bepólyázott újszülöttet találnak majd jászolban fekve.
Jézus születését illetően nem tudunk meg többet a keresztény vallás alapját képező újszövetségi könyvekből. Adhatnak-e Máté és Lukács könyvében leírtak egyértelmű támpontot korunk kutatói számára a Názáreti Jézus születési idejének és a betlehemi csillag mibenlétének a kérdésében? A tudományos alapokon folytatott kutatások eddig eredménytelennek bizonyultak. Feltehetően ha ismerné az ember Jézus pontos születési időpontját, akkor a betlehemi csillag mibenlétére is megtudhatná a választ. De vajon célravezető-e csak a mai értelemben vett tudományos szempontokat figyelembe venni ezen megoldatlan rejtélyek felderítéséhez?

### A keresztény időszámítás kezdete
A keresztény időszámítás kezdete a Názáreti Jézus születésének Dionysius Exiguus (470 - 550) jogász, kronológus szerzetes által tévesen kikalkulált időpontjára épül még a mai napig is. Jézus születésének az évét a Róma alapítása utáni (ab urbe condita) 754. évre tette és ezzel megszületett a keresztény időszámítás. Beda Venerabilis (673-735) benedekrendi szerzetes, történetíró volt az első, aki alkalmazta ezt az "Angol nép Egyháztörténete" ("Historia ecclesiastica gentis Anglorum") című művében.
A történelmi dátumainkat ehhez a hibásan megállapított kiindulási ponthoz képest Kr.e.-i (ante Christum natum) illetve Kr.u.-i (post Christum natum) keltezésekkel ellátva tartjuk számon. Ma már nyíltan elismerik a keresztény források is, hogy Dionysius Exiguus által megállapított időpont feltehetően 6-8 évvel eltér a ténylegestől. Heródes király i. e. 4-ben halt meg, így eleve nem stimmelhetett Dionysius Exiguus számítása.

## Figyelemreméltóbb teóriák a betlehemi csillagról

A Jeruzsálemi égbolt időszámításunk előtt 7-ben november 12-én éjjel

### Üstökös-elmélet
Órigenész, Adamantiosz (185-254) egyiptomi teológus szerint a Máté evangéliumában említett csillag egy üstökös kellett, hogy legyen (Contra Celsum, 1, 58-59), melyet követve a káldeus "bölcsek" eljutottak Betlehembe a megszületett Jézushoz.
Valószínű, hogy őt a 218 áprilisában és májusában látható Halley-üstökös vezette erre a következtetésre.
Szerinte három Magoi-t említ a Máté evangélium, mely számot az általuk magukkal hozott ajándékok (arany, tömjén, mirha) is szemléltetnek és alátámasztanak. Ezt az elképzelését a keresztény egyházak is magukévá tették.
A "bölcsek" számát eltérően, 2 - 12 között adják meg egyes falifestmények ill. legendák. Egy ősrégi görög ábrázolásmód alapján Menyhért egy szakáll nélküli fiatalember, Boldizsár fekete szakállat visel, Gáspár pedig egy fehér szakállú aggastyán. Ezzel három különböző korra, vagy időintervallumra akart utalni feltehetően a készítője.
A kínaiak már i. e. 240-ben megfigyelték és lejegyezték a Halley-üstökös feltűnését, ami Jézus születése körül csak i. e. 12-ben volt látható az égbolton.
A pécsi székesegyház altemplomában található ez a falfestmény, mely a betlehemi csillagot egy nyolcágú csillagként ábrázolja, de úgy, mint egy üstököst:
Az üstökös-elméletek ellen az szól, hogy már az antik világban is ezek a fertőzések, vész, háború, halál közeledtét jelentették, nem pedig egy pozitív értelemben vehető történést, egy messiás születését.

### A Kepler-féle elmélet
Johannes Kepler (1571–1630) német matematikus, asztronómus és asztrológus elképzelése szerint a betlehemi csillag nem üstökös volt, hanem a Jupiter és Szaturnusz planéták konjunkcióiból adódó jelenség és egy szupernóva megjelenésének (1604-10-10) a kombinációja kellett legyen, amit ő 1603–04-ben saját maga is tanulmányozhatott az égbolton. Ezt a „De Stella nova in pede Serpentarii” című művében meg is említette. Hipotézise szerint a Jupiter-Szaturnusz konjunkciók idézték elő az új „csillagnak” a létrejöttét.
Keresztény és más források is előszeretettel hivatkoznak a Johannes Kepler-féle elképzelésre:
„A racionalista magyarázók szerint Jézus egész gyermekségtörténete Midrás, vagy e részlet mitikus elem benne, jóllehet Johannes Kepler már a 17. sz. elején fölvetette, hogy a betlehemi csillag nem üstökös, hanem a Jupiter-Szaturnusz bolygók konjunkciója lehetett. E két bolygó ugyanis a Földről nézve 20 évenként találkozik, konjunkcióban áll, 258 évenként háromszor egymás után ismétlődik a konjunkció más és más csillagképben, s 794 évenként ugyanabban a csillagképben van hármas konjunkció. Kepler számításai szerint Kr. e. 7-ben ilyen hármas konjunkció volt a Halak csillagképben. Mivel a Jupitert a királyok, a Szaturnuszt a zsidók csillagának tartották, a Halak csillagkép pedig a Jupiter saját csillagháza, a bölcsek egyértelműen következtethettek arra, hogy Zsidóországban egy nagyon jelentős király született. – E föltevést a századunkban megfejtett ékírásos táblák bizonyítják. P. Schnabel pl. 1925-ben megfejtett egy babilóniai ékírásos táblát, mely évszázadokkal előre jelezte a mondott konjunkciót. A bölcsek tehát előre tudhattak e rendkívüli jelenségről és érthették mint jelet.” (betlehemi csillag, bölcsek csillaga - 
Johannes Keplernek az elméletével kapcsolatosan gondot jelent az, hogy a megbízható kínai asztronómusok feljegyzései között nem szerepel i. e. 7 környékén szupernóva feltűnése az égbolton.

### Klaus Matefi elmélete
Klaus Matefi Magyarországon született, asztrológiában is jártas német mitológiakutató, az Istenkeresők Globális Egyházának alapítója. A betlehemi csillagot nem egy megfigyelhető jelenségnek tartja, hanem szerinte a Názáreti Jézus születésekor (i. e. 8.02.10., Betlehem: 12:11) együtt állt Nap, Hold, Mars, Szaturnusz és Uránusz égitesteknek a Zodiákusban (állatöv) történt korábbi együttállásai (konjunkciói, a "JÓ" kozmikus forrásai) határoztak meg egy kiszerkeszthető nyolcágú csillagot, azaz ha nyolc korábbi ilyen égitest-csoportosulás helyeit ismerjük, és ezeket időrendi sorrendben összekötjük, akkor ennek a végeredménye egy közel szabályos nyolcágú csillag lesz.
Meggyőződése szerint az újszövetségi Názáreti Jézus története egy kozmikus misztériumot rejt magában. Az általa megadott időpontban éppen a betlehemi „ég csúcsán” (MC - Medium Coeli) volt az említett konstelláció.
Máté evangéliumának második fejezetében (Mt 2,16) olvasható Heródes király által Betlehem környékén történt kétéves korig fellelhető fiúgyermekek legyilkoltatásának az okát is egy két évvel korábbi (i. e. 10.02.03.) kevésbé „szoros” fenti együttállás indokolta. Heródes biztos akart lenni a dolgában. Klaus Matefi a három „bölcset” a Mars, Szaturnusz és Uránusz planétákkal azonosítja, melyek az égi mechanika törvényszerűségei alapján követték az emberek szeme előtt láthatatlan betlehemi csillagot. Napkelet felől jöttek és mint az égen a csillagoknak, napnyugat felé kellett távozniuk (Mt 2,12).
Leírása szerint a szabad szemmel látható Uránusz planétát már William Herschel által 1781. március 13-án történt felfedezési dátuma előtt is ismerték, de a misztériumszövetségek ezt eltitkolták, így a beavatatlanok nem jöhettek az idők során rá a vallások misztériumainak kozmikus vonatkozásaira. John Flamsteed már 1690-ben „34 Tauri” néven csillagként katalogizálta az Uránuszt.
Az említett öt égitestnek 72-féle konstellációvariációja van újhold és telihold figyelembevétele mellett, melyek a kabbalában emlegetett „Isten 72 szellemének” (Schemhamphoras) a kozmikus forrásai. Klaus Matefi állítja, hogy Jézus keresztrefeszítésekor (3785. Nisan 14/15.- Pészah ünnepe; i. sz. 25. április 1.) szintén ez az öt, szabad szemmel látható égitest alkotott egy „T” keresztet (a JÓ meghalt a kereszten), amire a keresztény misztérium is utal. Ekkor Jézus 33 éves volt. Ezen meggyőződését Klaus Matefi évek óta folyamatosan hangoztatja különböző internetes fórumokon illetve saját weblapján.)

### Molnar elmélete
Michael Molnar amerikai fizikus, számítógép-szakértő elmélete arra utal, hogy a betlehemi csillag nem egy asztronómiai, hanem egy asztrológiai jelenség kellett, hogy legyen. Jézus születése idejében az asztrológia tudományként szerepelt, ami a csillagos éggel és a feltételezett hatásaival foglalkozott. Michael Molnar véleménye szerint a kereszténység a 4. században utasította el a vallási meggyőződését asztrológiai bizonyítékokra alapozni.
Teóriája szerint a betlehemi csillag, mely a Messiás születését jelezte, egy planétakonjunkció volt a Kos jegyében (Júdea jelképe?). A Merkúr, Vénusz, Mars, Jupiter és a Szaturnusz bolygók i. e. 6. április 17-én reggel álltak együtt, egyidejűleg a csökkenő Hold a Jupiter előtt elvonult. A csillagjósok számára abban az időben ez utalás kellett legyen a Bibliában is előrejelzett Messiás születésére. Egy Antióchiában (antik Szíriában) forgalomban lévő régi római pénz egy kost ábrázolt a nyolcágú betlehemi csillaggal, és ő ezáltal bizonyítottnak véli a leírtakat.
Ugyanezt az elképzelést már 1911-ben Heinrich Voigt teológus is vallotta azzal a különbséggel, hogy a Hold szerepét nem említette, és Jézus fogamzását tette i. e. 6. április 14-re, ami alapján Jézus születése i. e. 5. január 12-e környékére kellett essen.

### A Ferrari-féle elmélet
K. Ferrari d'Occhieppo osztrák asztronómus álláspontja értelmében i. e. 7-ben a Jupiter és Szaturnusz planéták konjunkciói jelezték a Názáreti Jézus megszületését, amely konjunkciókat a babiloni csillagász-asztrológusok is feljegyezték. A csúcspontja ennek a hármas konjunkciónak i. e. 7. november 12-re esett, amikor ez a legjobban volt megfigyelhető, amit K. Ferrari d'Occhieppo a „bölcsek” Betlehembe való megérkezésének az időpontjának tart. Jézus születésnapját i. e. 7. január 17-ére teszi.
Elképzelése szerint a Jupiter bolygó volt a királyok csillaga, a Szaturnusz pedig Izrael csillaga, így ennek a kettőnek az együttállása a Halak csillagképben jelezte a Messiás megszületését.
Itt meg kell említeni, hogy az i. e. 7-ben történt háromszori Jupiter - Szaturnusz konjunkciók nem voltak olyan tökéletesek, azaz nem álltak olyan közel egymáshoz, hogy ezt a Földről nézve egy csillagnak nézhették volna a „bölcsek”, amire egyesek szerint Máté apostol célzott (Mt 2,2). A babiloni csillagászok minden érdemleges konjunkciót feljegyeztek, nem csak a Jupiter - Szaturnusz konjunkcióit. Vannak olyan álláspontok is, hogy Jézus i. e. 7. november 12-én kellett, hogy szülessen.

## Máté evangéliuma és az ókori csillagvizsgálat tudománya
Teres Ágoston (magyar jezsuita matematikus, fizikus. Fő kutatási területe a napfizika, kozmikus geofizika és kozmológia. 1984 óta a Vatikáni Csillagvizsgáló társasztronómusa) Biblia és asztronómia című könyvében Máté evangéliumának legrégibb szövegét és ókori csillagászati szakkifejezéseket összevetve azt állítja, hogy Máté szakszerű kifejezések használatával meglepően pontos adatokat közöl, amik tudományosan igazolhatók. Tehát valóságos eseményt ír le tudományos nyelvezettel, amit a későbbi fordítók mélyebb csillagászati ismeretek hiányában nem értettek pontosan. Például részletes szövegvizsgálattal kimutatja, hogy az evangéliumi szöveg nem egy csillag, hanem bolygók együttállását írja le: Az ide vonatkozó evangéliumi rész ("Hol van a zsidók most született királya? Mert láttuk csillagát napkeleten, és eljöttünk, hogy hódoljunk neki."(Mt 2,2)) a görög szövegben így hangzik:
Szövegelemzésében többek között ezt írja:
Az „astér” ebben az összefüggésben nemcsak egyetlen csillagot jelent, hanem egy meghatározott csillagállást vagy konstellációt is.
Az „en té anatolé” rendszerint egy vándorcsillag (bolygó) felkeltét jelzi egy meghatározott csillagképben, amikor a naplementével egy időben vagy közvetlen utána láthatóvá válik. Ezeket a csillagászati kifejezéseket a babiloniaktól vették át a héberek és a görögök.
Az idők folyamán még sok hipotézis látott napvilágot a Názáreti Jézus születésével és a betlehemi csillag mibenlétével kapcsolatosan.  Egy megjövendölt Messiás születését jelző bármilyen jellegű csillag az akkori divatban lévő asztrológiával kell valószínűleg kapcsolatban legyen, hisz ez a kitétel egyértelműen arra utal.

## Lásd még
- Napkeleti bölcsek